# Glenea pici
Glenea pici é uma espécie de escaravelho da família Cerambycidae. Foi descrita por Per Olof Christopher Aurivillius em 1925.  É conhecida a sua existência no Vietname, Índia e Laos.

## Subespecie
- Glenea pici pici Aurivillius, 1925
- Glenea pici schmidi Breuning, 1967